# Neckera andina
Neckera andina är en bladmossart som beskrevs av Mitten 1869. Neckera andina ingår i släktet fjädermossor, och familjen Neckeraceae. Inga underarter finns listade i Catalogue of Life.